# Robert L. Caslen

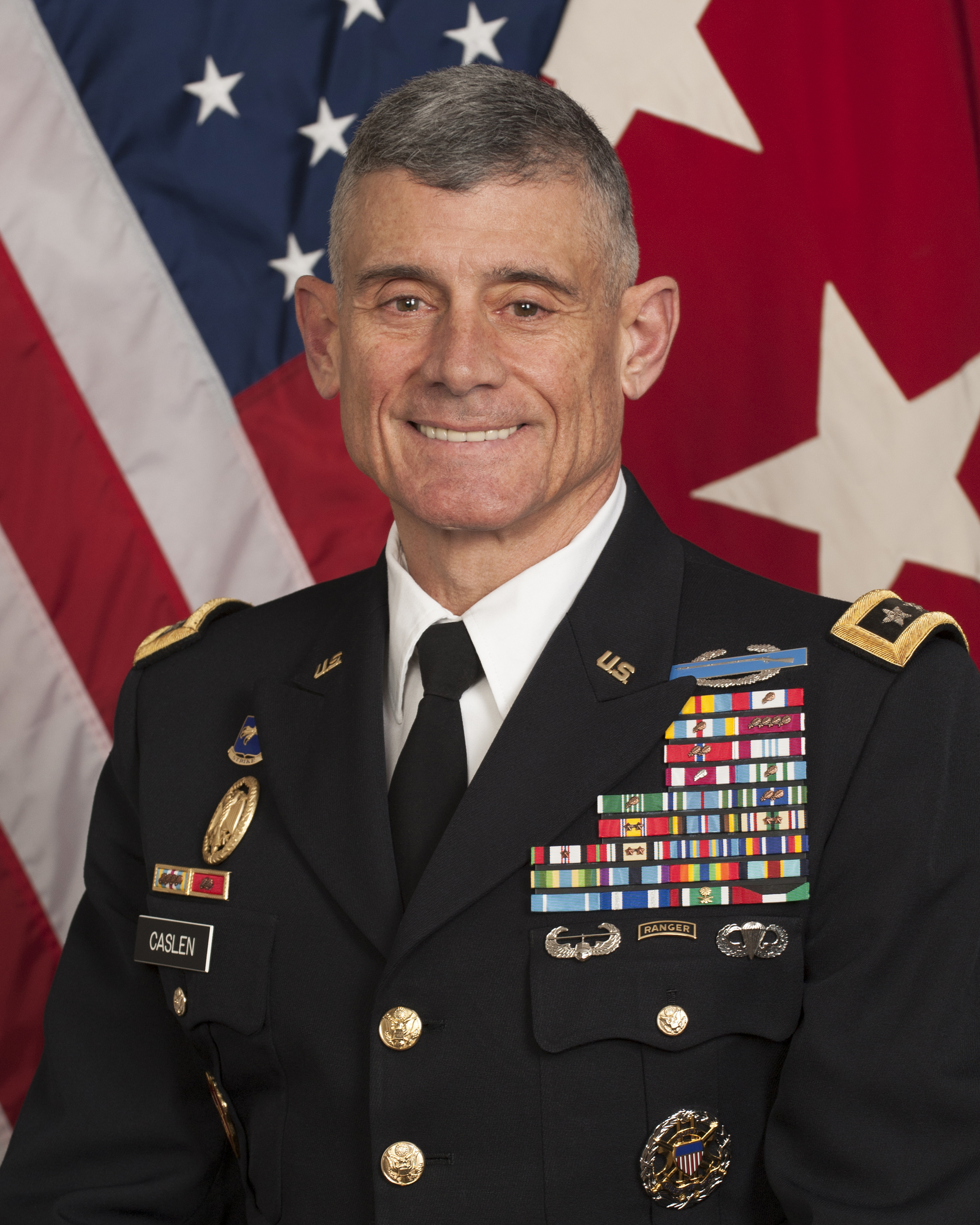
Robert L. Caslen (2017)

Robert Louis Caslen Jr.  (* 30. November 1953 in Connecticut) ist ein pensionierter Generalleutnant der United States Army. Er war unter anderem als Superintendent Leiter der Militärakademie West Point. Nach seiner Militärzeit war er zwei Jahre lang Präsident der University of South Carolina.

## Leben
Robert Caslen wuchs in den Bundesstaaten Connecticut, Massachusetts und Vermont auf. Im Jahr 1971 absolvierte er die North Country Union High School in Newport, Vermont. Die folgenden vier Jahre verbrachte er mit einem Studium an der Militärakademie in West Point. Nach seiner im Jahr 1975 erfolgten Graduation an der Akademie wurde er als Leutnant der Infanterie zugeteilt. In der Armee durchlief er anschließend alle Offiziersränge vom Leutnant bis zum Drei-Sterne-General.
Im Verlauf seiner langen Dienstzeit in der Armee nutzte Caslen auch die ihm angebotenen Möglichkeiten zur Weiterbildung. Unter anderem studierte er an der Long Island University und der Kansas State University. Beim Militär diente er in verschiedenen Funktionen, darunter auch als Stabsoffizier. Während des Zweiten Golfkrieges diente er als Stabsoffizier in einem Bataillon der 178. Infanterie, das zur 101. Luftlandedivision gehörte. Später war er in Honduras und Haiti stationiert, wo er in den Jahren 1994 und 1995 an der Operation Uphold Democracy beteiligt war.
Anschließend kommandierte er ein zur 25. Infanterie-Division gehörendes Bataillon. Nach einer kurzen Zeit, während der er erneut als Stabsoffizier tätig war, wurde er Stabschef der 101. Luftlandedivision. Im Jahr 1999 übernahm er das Kommando der 2. Brigade dieser Division. Zum Zeitpunkt der Terroranschläge am 11. September 2001 war Caslen im Pentagon, wo er Augenzeuge des dortigen Anschlags wurde. Anschließend beteiligte er sich unter anderem an der Suche nach Verletzten. Zwischen Mai und September 2002 war er in Afghanistan Stabschef bei der Combined Joint Task Force 180. Im Jahr 2003 wurde Robert Caslen Stabschef der in Fort Drum stationierten 10. Gebirgsdivision. Daran schlossen sich wieder einige Stabsverwendungen an. Unter anderem gehörte er als stellvertretender Leiter der J-5-Abteilung des Joint Staff für den Krieg gegen den Terrorismus (Deputy director for the War on Terrorism, J-5, the Joint Staff) an. Dann war er bis 2008 Führungsoffizier der Kadetten an der Akademie in West Point. In den Jahren 2008 bis 2009 war Robert Caslen Kommandeur der 25. Infanterie-Division. Diese Einheit war 2008 auch zur Unterstützung der Operation Iraqi Freedom im Irak eingesetzt.
Zwischen März 2010 und Juli 2011 war der inzwischen zum Drei-Sterne-General beförderte Caslen Leiter des Command and General Staff College. Anschließend kehrte er als Leiter der Behörde für Sicherheitskooperation (Office of Security Cooperation) in den Irak zurück. Am 17. Juli 2013 übernahm Generalleutnant Caslen als Nachfolger von David H. Huntoon das Kommando über die Militärakademie West Point. Dieses Amt bekleidete er bis zum 22. Juni 2018. Anschließend zog er sich aus dem aktiven Militärdienst zurück und ging in den Ruhestand.
Zwischen Januar und Mai 2019 war Caslen als Leiter der Finanzverwaltung der University of Central Florida tätig. Am 19. Juli 2019 wurde er als Nachfolger von Harris Pastides zum 29. Präsidenten der University of South Carolina berufen. Diese Berufung war aber von Anfang an politisch und sachlich umstritten und wurde kontrovers diskutiert. Letztlich mischte sich auch der damalige Gouverneur von South Carolina, Henry McMaster, in die Diskussion um Caslens Berufung zum Universitätsleiter ein. Das führte zu weiteren politischen Kontroversen und beschädigte auch das Vertrauen zwischen den Studenten, der Universität und dem ernannten Präsidenten. Somit hatte Robert Caslen von Anfang an einen schwierigen Stand an der Spitze der Universität. Die Rechtmäßigkeit der Berufung wurde von einem internen Untersuchungsausschuss des Staates für Bildungsanstalten in South Carolina (SACS Commission on Colleges) und von einem Ausschuss des Senats von South Carolina untersucht. Dabei ging es auch um zukünftige Berufungsverfahren für Universitätspräsidenten. Caslen konnte zunächst im Amt bleiben, blieb aber weiter umstritten und unbeliebt. Nach einigen Irritationen Anfang Mai 2021 erklärte Robert Caslen am 12. Mai 2021 seinen Rücktritt vom Posten des Präsidenten der Universität von South Carolina.
Robert Caslen hat einige Bücher über seine Erfahrungen während seiner Militärzeit veröffentlicht. Er ist mit Michele (Shelly) Pastin verheiratet. Das Paar hat drei erwachsene Söhne, diese sind alle im öffentlichen Dienst tätig. Ein Sohn arbeitet bei der Feuerwehr in Savannah in Georgia, ein anderer für das FBI. Ein weiterer Sohn ist ebenfalls ein West-Point-Absolvent und Offizier der US Army.

## Orden und Auszeichnungen
Generalleutnant Robert Caslen erhielt im Lauf seiner militärischen Laufbahn unter anderem folgende Auszeichnungen:
- Defense Distinguished Service Medal
- Army Distinguished Service Medal (3-Mal)
- Defense Superior Service Medal (2-Mal)
- Legion of Merit (5-Mal)
- Bronze Star Medal (3-Mal)
- Defense Meritorious Service Medal
- Meritorious Service Medal (6-Mal)